# Lijst van Nederlandse beeldend kunstenaars gerekend tot de hedendaagse kunst
Dit is een lijst van Nederlandse beeldend kunstenaars gerekend tot de hedendaagse kunst met een artikel op de Nederlandstalige Wikipedia. Dit betreft over het algemeen kunstenaars die vanaf ca. 1960 tot nu actief zijn of zijn geweest. Zie voor oudere generaties kunstenaars de Lijst van moderne Nederlandse beeldend kunstenaars. Zie voor België de Lijst van Belgische beeldend kunstenaars gerekend tot de hedendaagse kunst.

## A
- Hans Aarsman (Amsterdam, 1951), fotograaf
- Marijke Abels (Deventer, 1948), beeldhouwer, fotograaf
- Willem Adams (Meerveldhoven, 1937), kunstschilder
- Jeanne Adema (Leeuwarden, 1944), digitale kunst
- Philip Akkerman (Vaassen, 1957), kunstschilder en tekenaar
- Nelleke Allersma (Den Andel, 1940), kunstschilder en beeldhouwer
- Allie van Altena (Delft, 1952), beeldhouwer en kunstschilder
- Pat Andrea (Den Haag, 1942), kunstschilder
- Jo Anemaet (Philipsburg, 1911 - Drunen, 2004), kunstschilder
- Lucien den Arend (Dordrecht, 1943), kunstenaar, beeldhouwer en ontwerper
- Jan-Hein Arens (Vught, 1974), kunstschilder
- Armando (Amsterdam, 1929 - Potsdam, 2018), kunstschilder, beeldhouwer en schrijver
- Mercedes Azpilicueta (La Plata, 1981), videokunstenaar, mediakunstenaar

## B
- Silvia B. (Utrecht, 1954), beeldhouwer, installatiekunstenaar
- Carel Balth (Rotterdam, 1939), beeldend kunstenaar
- Elly Baltus (Bergen NH, 1956), beeldend kunstenaar en medailleur
- André Balyon (Den Haag, 1950), kunstschilder
- Nanne Balyon (Den Haag, 1960), kunstschilder
- Simon Balyon (Den Haag, 1965), kunstschilder
- Michiel van Bakel (Deurne, 1966), beeldend kunstenaar en beeldhouwer
- Els Bannenberg (Heerlen, 1948), beeldend kunstenaar
- Joris Baudoin ('s-Hertogenbosch, 1960), beeldend kunstenaar
- Karin Beek (Amsterdam, 1948), beeldhouwster
- Margriet van Breevoort (Amsterdam, 1990), beeldhouwster
- Hans van Bentem (Den Haag, 1965), kunstschilder en beeldend kunstenaar
- Chris Berens (Oss, 1976), kunstschilder en illustrator
- Caspar Berger (Utrecht, 1965), beeldend kunstenaar en beeldhouwer
- Doeko Berghuis (Deventer, 1976), beeldend kunstenaar
- Helen Berman (Amsterdam, 1936), kunstschilder
- Rob Birza (Geldrop, 1962), kunstschilder
- Leonie Bodeving (Indonesië, 1949), multimediakunstenaar
- Marius Boender (Middelburg, 1948), fotograaf en beeldhouwer
- Nelle Boer (Zwolle, 1982), beeldend kunstenaar
- Maze de Boer (Amsterdam, 1976), beeldend kunstenaar
- René de Boer (Groningen, 1945), beeldend kunstenaar
- Martin Borchert (Hengelo, 1965), beeldend kunstenaar
- Henk de Bouter (Driebergen-Rijsenburg, 1968), kunstschilder en zeefdrukker
- Gery Bouw (Uden, 1957), beeldend kunstenaar
- Roger Braun (Eygelshoven, 1972), kunstschilder
- Willem den Broeder (Schiedam, 1951), surrealist, kunstschilder, tekenaar
- Han van den Broeke (Middelburg, 1944-2009), tekenaar, kunstschilder en illustrator
- Marc Broos (Eindhoven, 20 april 1945), beeldhouwer, kunstschilder en graficus
- Hortence Brouwn (Suriname, 1937), beeldhouwer
- Annemarie Busschers (Den Bosch, 1970), kunstschilder
- Koos Buster (1991), keramist

## C
- Joseph Cals (Stein, 1949), kunstschilder, graficus, beeldhouwer
- Krijn Christiaansen (Tilburg, 1978), beeldend kunstenaar
- Miems van Citters (Burgh, 1936), beeldend kunstenaar
- Tom Claassen (Heerlen, 1964), beeldend kunstenaar
- Arno Coenen (Deventer, 1972), beeldend kunstenaar
- Joost Conijn (Tilburg, 1971), beeldend kunstenaar
- Donna Corbani (Santa Barbara, 1972), kunstschilder, beeldhouwer
- Anton Corbijn (Strijen, 1955), fotograaf
- Jan Cremer (Enschede, 1940), kunstschilder, schrijver, avonturier
- Henk Crouwel (Groningen, 1930), mathematisch beeldend kunstenaar

## D
- Dadara (Daniël Rozenberg) (Lodz, 1969), conceptueel kunstenaar
- Karin Daan (Gennep, 1944), omgevingskunstenaar
- Rini Dado (Brunssum, 1955), beeldhouwer, edelsmid
- Chris Dagradi (New York, 1953), keramist
- Cor Dam (Delft, 1935-2019), beeldhouwer, kunstschilder, tekenaar, keramist
- Frank Dammers (Zwolle, 1951), kunstschilder
- René Daniëls (Eindhoven, 1950), kunstschilder, beeldend kunstenaar
- John Deckers (Susteren, 1953), beeldhouwer
- Frank Dekkers (Nijmegen, 1961), landschapsschilder, graficus
- Suzanne Dekker (Den Haag, 1975), mixedmediakunstenaar
- Pieter Delicaat (Cuijk, 1956), tekenaar, fotograaf, webdesigner
- Paul Derrez (Sittard, 1950), sieraadontwerper
- Simone Dettmeijer (Rotterdam, 1944-2014), kunstschilder, zeefdrukker
- Hans Deuss (Amsterdam, 1948), kunstschilder
- Jan Dibbets (Weert, 1941), mixed media, fotografie
- Toon Diepstraten (Diessen, 1963), kunstschilder, multimedia
- Rachel Dieraert (Eindhoven, 1974), kunstschilder
- Henck van Dijck (Someren, 1956), kunstenaar, ontwerper
- Rineke Dijkstra (Sittard, 1959), fotografe
- Jos Dirix (Beek, 1958), beeldhouwer
- Desiree Dolron (Haarlem, 1963), fotografe
- Iris van Dongen (Tilburg, 1975), tekeningen
- Johan van der Dong (Groningen, 1962), conceptueel en beeldend kunstenaar
- Danny Drenth (Amsterdam, 1963), multidisciplinair kunstenaar
- Sam Drukker (Goes, 1957), kunstschilder
- Leen van Duivendijk (IJzendijke, 1954), kunstschilder
- Marlene Dumas (Kaapstad, 1953), kunstschilder

## E
- Theo van Eldik (Ede, 1958), beeldend kunstenaar
- Kie Ellens (Dokkum, 1956), beeldend kunstenaar
- Rineke Engwerda (Delden, 1974), kunstschilder
- Titia Ex (Terwinselen, 1959), beeldend kunstenaar, lichtkunst

## F
- Casper Faassen (Leidschendam, 1975), beeldend kunstenaar
- Heinz Falke (Groningen, 1930 - Oss, 2012), graficus
- Joop Falke (Dordrecht, 1933 - Oss, 2016), beeldend kunstenaar en edelsmid
- Zoro Feigl (Amsterdam, 1983), beeldend kunstenaar

## G
- Vera Galis (Delft, 1959), beeldhouwer
- Jon Gardella (Cooperstown, 1948), beeldhouwer, schilder, tekenaar, decor
- Guido Geelen (Thorn, 1963), beeldhouwer
- Wendela Gevers Deynoot (Wassenaar) (1947-2025), beeldhouwster
- Kees de Goede (Koog aan de Zaan, 1954), kunstschilder
- Marijke de Goey (Utrecht, 1947), beeldhouwer, omgevingskunstenaar, edelsmid
- Marco Goldenbeld (Utrecht, 1957), beeldend kunstenaar
- Herman Gordijn (Den Haag, 1932 - Terschuur, 2017), kunstschilder, graficus
- David Gosker (Den Haag, 1959), collages, objecten, installaties
- Ger Groeneveld (Heerlen, 1948), kunstschilder

## H
- Eppe de Haan (Amstelveen, 1949), beeldhouwer
- Irene ter Haar (Overveen, 1952), kunstschilder
- Jos Hachmang (Noordwijkerhout, 1957), beeldend kunstenaar
- Henk Hage (Den Haag, 1950), kunstschilder en aquarellist
- Jurriaan van Hall (Heerlen, 1962), kunstschilder
- Ruurd Hallema (Munstergeleen, 1954), beeldhouwer en omgevingskunstenaar
- Milou van Ham (Berkel-Enschot, 1964), locatiegebonden kunstwerken
- Ab van Hanegem (Vlissingen, 1960), kunstschilder
- Karin Hardonk (Leiden, 1962), beeldend kunstenaar
- Petra Hartman (Den Haag, 1960), sieraad- en tassenontwerper
- Peter Hellemons (Vlaardingen, 1957), beeldend kunstenaar
- Henk Helmantel (Westeremden, 1945), kunstschilder
- Evert van Hemert (Haarlem, 1954-2022), beeldhouwer en kunstschilder
- Martijn Hesseling (Ede, 1971), beeldend kunstenaar
- Jan Henderikse (Delft, 1937), kunstschilder
- Jeroen Henneman (Haarlem, 1942), beeldend kunstenaar
- Charles Henri (Amsterdam, 1948 - Meppel, 2014), kunstschilder en beeldhouwer
- Jeroen Hermkens (St. Anthonis, 1960), lithograaf en kunstschilder
- Tim Hinterding (Kethel, 1952), kunstschilder, graficus
- Florentijn Hofman (Delfzijl, 1977), mixed media
- Hugo Hol (Den Haag, 1944), beeldhouwer
- Arnoud Holleman (Haarlem, 1964), mixed media
- Toos van Holstein (Eindhoven, 1949), kunstschilder, beeldhouwer, lithograaf
- Reinder Homan (Smilde, 1950), graficus (etser)
- Karin Hoogesteger (Emmeloord, 1973), kunstschilder
- Jeroen Hoogstraten (Utrecht, 1968), kunstenaar/vormgever
- Frans Houben (Maastricht, 1946), glaskunstenaar
- Aad van Houwelingen (Zoeterwoude, 1934 - Leiden, 2018), beeldend kunstenaar
- Peter Huigen (Borne, 1956), schilder, tekenaar, beeldhouwer en omgevingskunstenaar
- Michel Huisman (Heerlen, 1957), mixed media
- Fabrice Hünd (Amsterdam, 1961), beeldend kunstenaar
- Rini Hurkmans (Deurne, 1954),  beeldhouwer, fotograaf, graficus, installatiekunstenaar

## I
- Bander van Ierland (Rijswijk, 1959), beeldend kunstenaar
- Pierre van Ierssel (Breda, 1916 - Breda, 1951), schilder, tekenaar en illustrator
- Clazien Immink (Rotterdam, 1946), beeldend kunstenaar, mixed media
- Hans Innemée (Heerlen, 1951), kunstschilder
- Mieke van Ingen (Delft, 1962), beeldend kunstenaar

## J
- Martine Jacobs (Amsterdam, 1956), pastels en graffiti
- Alie Jager (Marrum, 1949), keramiste en beeldhouwster
- Dirk Jan Jager (Heilo, 1965), kunstschilder
- Theo Jansen (Scheveningen, 1948), beeldhouwer
- Ruud Janssen (Tilburg, 1959), kunstenaar
- Jacqueline de Jong (Hengelo, 1939), beeldend kunstenaar, tekenaar, beeldhouwer en graficus
- Leo de Jong (Rotterdam, 1931 - Axel, 2019), kunstschilder
- Folkert de Jong (Egmond aan Zee, 1972), beeldhouwer
- Ko de Jonge (Middelburg, 1945), mailart, installaties
- Tjibbe Joustra (Hengelo, 1955), videokunst, soundscapes

## K
- Hugo Kaagman (Haarlem, 1955), beeldend kunstenaar
- Guusje Kaayk (Waalwijk, 1950), beeldend kunstenaar
- Jacob Kanbier (Leiden, 1949-2020), kunstschilder
- Aafke Kelly (Ruinen, 1948), kunstschilder, tekenaar
- Niek Kemps (Nijmegen, 1952), beeldend kunstenaar
- Beppe Kessler (Amsterdam, 1952), sieraadontwerper
- Oskar de Kiefte (Renkum, 1962), beeldend kunstenaar
- Paul Kingma (Den Haag, 1931 - Pingjum, 2013), mozaïekkunstenaar
- Peter Klashorst (Santpoort, 1957 - Amsterdam, 2024), kunstschilder
- Micha Klein (Harderwijk, 1964), computerkunstenaar, videokunstenaar
- Jan Kleingeld (Dordrecht 1954, beeldend kunstenaar en grafisch vormgever
- Jo Klingers (Haarlem, 1933 - Annen, 2016), beeldend kunstenaar
- Henk Klinkhamer (Leiden, 1952 - Hillegom, 2019), kunstschilder
- Rudy Klomp (Enschede, 1941), kunstschilder
- Cor Knops (Hunsel, 1949), beeldend kunstenaar
- Hein Kocken (Utrecht, 1945), beeldhouwer en kunstschilder
- Job Koelewijn (Spakenburg, 1962), multimediakunstenaar
- Frans de Kok (Breda, 1943-2020), kunstschilder
- Marijn te Kolsté (1956), beeldhouwer
- Rob van Koningsbruggen (Den Haag, 1948), kunstschilder
- Jan van der Kooi (Groningen, 1957), kunstschilder, tekenaar
- Kinke Kooi (Leeuwarden, 1961), tekenares en maakster van kleine installaties
- Frans Koppelaar (Den Haag, 1943), kunstschilder
- John Körmeling (Amsterdam, 1951), beeldhouwer en architect
- Huub en Adelheid Kortekaas ('s-Gravenzande, 1935 - Nijmegen, 1947), beeldend kunstenaarsduo
- Mirko Krabbé (Amsterdam, 1960), kunstschilder, ontwerper (multimedia)
- Eva Krause (Düsseldorf, 1970), kunstschilder
- Erwin van Krey (Tilburg, 1959), kunstschilder
- Cees Krijnen (Haarlem, 1969), multimediakunstenaar
- Francien Krieg (Den Haag, 1973), kunstschilder
- Carlo Kroon (Hilversum, 1946), beeldend kunstenaar
- Jeroen Kroos (Rijsoord, 1970), fotograaf
- Corinne Kruger (Beverwijk, 1963 - Amsterdam, 2015), conceptueel kunstenaar
- Germaine Kruip (Castricum, 1970), beeldend kunstenaar
- Conny Kuipéri (Den Haag, 1946), beeldend kunstenaar, collagist
- Harry van Kuyk (Zevenaar, 1929 - Nijmegen, 2008), graficus, kunstenaar
- Claudia Kuyken (Almelo, 1967), glaskunstenaar, glas in lood, kunstschilder (brandschilderen)
- Steven Kwint (Elst, 1931 - Auray (Bretagne), 1977), kunstschilder, graficus

## L
- Inez van Lamsweerde (Amsterdam, 1963), fotografe
- Carel Lanters (Didam, 1955), beeldhouwer
- Pim Leefsma (Gouda, 1947), beeldend kunstenaar
- Jan Robert Leegte (Assen, 1973), beeldend kunstenaar, internet kunstenaar
- Aart Leemhuis (Haarlemmerliede, 1936), beeldend kunstenaar, schrijver
- Luc Leenknegt (Hulst, 1962), beeldhouwer
- Couzijn van Leeuwen (Hoevelaken, 1959 - 2019), kartonkunstenaar
- Daan Lemaire (Naarden, 1942), kunstschilder, glazenier
- Willem Lenssinck (Woerden, 1947), beeldhouwer en designer
- Erik van Lieshout (Deurne, 1968), multimediakunstenaar
- Joep van Lieshout (Ravenstein, 1963), installaties
- Klaar van der Lippe (Leiden, 1963), interactieve kunst
- Guillaume Lo-A-Njoe (Amsterdam, 1937), beeldend kunstenaar, beeldhouwer, graficus
- Bert van Loo (Gulpen, 1946), beeldend kunstenaar, beeldhouwer, glaskunstenaar
- Patricia van Lubeck (Amsterdam, 1965), kunstenaar

## M
- Frits Maats (Dalfsen, 1949), beeldend kunstenaar
- Frans Malschaert (Knokke, 1948), beeldend kunstenaar
- Garrick Marchena (Aruba, 1966), beeldend kunstenaar en artdirector
- Ans Markus (Halfweg, 1947), kunstschilder
- Jan Martens (Eindhoven, 1939 - Roermond, 2017), kunstschilder, beeldhouwer en ontwerper
- Renzo Martens (Sluiskil, 1973), videokunstenaar
- Silvia Martes (Eindhoven, 1985), beeldend kunstenaar
- Lous Martin (Caracas, 1945), sieraadontwerper
- Anton Martineau (Amsterdam, 1926 - 2017), kunstschilder, tekenaar, graficus, beeldhouwer, dichter
- Wout Maters (IJmuiden, 1931 - Utrecht, 2017) beeldhouwer, medailleur
- Gerben van der Meer (Leeuwarden, 1938 - Amsterdam, 2021)
- Menno Meijer (Rotterdam, 1930), edelsmid en beeldend kunstenaar
- Membrandt (Roosendaal, 1953 - Dordrecht, 2014), kunstschilder, tekenaar en graficus
- Hans Mes (Utrecht, 1950), beeldhouwer
- Aernout Mik (Groningen, 1962), kunstenaar
- Egbert Modderman (Groningen, 1989), kunstschilder
- Awoiska van der Molen (Groningen, 1972), fotograaf
- Cathelijne Montens (Waalwijk, 1978), beeldend kunstenaar
- Gerrit de Morée (Den Bosch, 1909 - Breda, 1981), beeldend kunstenaar
- Ronald Motta (Rotterdam, 1957), beeldend kunstenaar
- Janpeter Muilwijk (Fontainebleau, 1960), beeldend kunstenaar
- Marc Mulders (Tilburg, 1958), kunstschilder, aquarellist, fotograaf en glazenier
- Pjotr Müller (Amsterdam, 1947), beeldhouwer
- Leonard van Munster (Zwolle, 1972), beeldend kunstenaar

## N
- Jan Naezer (Tandjong Morawa (Sumatra), 1951), graficus
- Barbara Nanning (Den Haag 1957), ontwerper, beeldhouwer, monumentaal kunstenaar, keramist en glaskunstenaar
- Melle Nieling (1992), beeldend kunstenaar
- Pepijn van den Nieuwendijk (Waddinxveen, 1970), kunstschilder
- Titus Nolte ('s-Heerenberg, 1955), kunstschilder
- Maurice Nuiten (Roosendaal en Nispen, 1990), beeldend kunstenaar

## O
- Erwin Olaf (Hilversum, (1959), fotograaf
- Theo Onnes (1957), kunstschilder
- Jasper Oostland (Groningen, 1976), kunstschilder
- Jan-Peter van Opheusden (Eindhoven, 1941), kunstschilder
- Vincent van Oss (Sterksel, 1960), beeldend kunstenaar, docent
- Luuc Ottens (Nijmegen, 1947 - Bemmel, 2006) beeldend kunstenaar, glazenier, glaskunstenaar
- Bert Otto (Rotterdam, 1949), kunstschilder
- Bodil Ouédraogo (Amsterdam, 1995), visueel kunstenaar, modeontwerper
- Gerard Overeem (Voorthuizen, 1944), beeldhouwer

## P
- Ynskje Penning (Den Haag, 1949), beeldend kunstenares en schrijfster
- Hanneke Pereboom (Oldemarkt, 1956), beeldend kunstenaar
- Harrie Peters (Glanerbrug, 1949), kunstschilder
- Saskia Pfaeltzer (Hilversum, 1955), kunstschilder en beeldhouwer
- Jaap Ploos van Amstel (Bussum, 1926), beeldend kunstenaar
- Chaja Polak, (Den Haag, 5 november 1941), beeldend kunstenares en schrijfster
- Herman van de Poll, (Amersfoort, 1952 - Smilde, 2024), kunstschilder, verpleger
- Marten Post (Gilfach Goch, Wales, 1942), beeldend kunstenaar
- Niels Post (Hoogezand-Sappemeer, 1972), videokunstenaar, mixed media
- Uko Post (Meppel, 1954), kunstschilder
- Lena Postuma (Drachten, 1950), beeldhouwer
- Gerard Prent (Amsterdam, 1954), kunstschilder
- Annemiek Punt (Hengelo, 1959), beeldend kunstenaar, glaskunstenaar en kunstschilder
- Saskia Pfaeltzer (Hilversum, 1955), beeldhouwer en kunstschilder
- Claudia Kuyken (Almelo, 1967), beeldend kunstenaar, glaskunstenaar en kunstschilder (brandschilderen)

## R
- Adriaan Rees (Amsterdam, 1957), beeldend kunstenaar
- Bram Reijnders (Venray, 1974), beeldend kunstenaar
- Willem de Ridder ('s-Hertogenbosch, 1939), fluxuskunstenaar, radiomaker
- Fokko Rijkens (Nijmegen, 1961), kunstschilder
- Thierry Rijkhart de Voogd (Rouen, 1944), kunstschilder
- Carla Rodenberg (Gouda, 1941), kunstschilder
- José Manuel Rodrigues (Lissabon, 1951), beeldend kunstenaar, fotograaf
- Cornelius Rogge (Amsterdam, 1932 - Eerbeek, 2023), beeldhouwer
- Marte Röling (Amsterdam, 1939), schilder en beeldhouwer, actrice
- Eddy Roos (Amsterdam, 1949), tekenaar, beeldhouwer
- Maria Roosen (Oisterwijk, 1957), beeldhouwer
- Frank Rosen (Amersfoort, 1946), beeldend kunstenaar
- Marjolein Rothman (Eibergen, 1974), kunstschilder
- Iris Le Rütte (Eindhoven, 1960), beeldhouwer, tekenaar, dichter

## S
- Alexander Schabracq (Amsterdam, 1957), beeldend kunstenaar
- Fons Schobbers (Venlo, 1947), beeldend kunstenaar
- Henk Schiffmacher (Harderwijk, 1952), tatoeëerder, schrijver en kunstschilder
- Wim T. Schippers (Groningen, 1942), televisiemaker, schrijver en beeldend kunstenaar
- Jan Schoffelmeijer (Erica, 1965), beeldend kunstenaar
- Rob Scholte (Amsterdam, 1958), kunstschilder
- Johannes Schoonhoven (Amsterdam, 1975), beeldend kunstenaar
- Lique Schoot (Arnhem, 1969), kunstschilder, fotograaf van zelfportretten
- Geert Schreuder (Veendam, 1949), kunstschilder
- Ton Schulten (Ootmarsum, 1938), kunstschilder
- Selwyn Senatori (1973), beeldend kunstenaar
- Jacques Sens (Schiedam, 1946), beeldend kunstenaar
- Q.S. Serafijn (1960), beeldend kunstenaar en schrijver
- Hans Siegmund (Amersfoort, 1930 - Rijswijk (gemeente Buren), 2017), kunstschilder
- Eja Siepman van den Berg (Eindhoven, 1943), beeldhouwster
- Martin Sjardijn (1947), beeldend kunstenaar, VR en multimediakunstenaar
- Francis Sling (Ser'i Fortuna, 1979), schilder, beeldhouwer, musicus
- Sjaak Smetsers (Venlo, 1954), beeldhouwer
- Carolein Smit (Amersfoort, 1960), beeldhouwer, keramist, graficus, schilder en tekenaar
- Rubins J. Spaans (Scheveningen, 1966), beeldend kunstenaar
- Bill Spinhoven van Oosten (Velsen, 1956), beeldend kunstenaar
- Erik van Spronsen (Den Haag, 1948), beeldend kunstenaar
- Henk Stallinga (Tietjerk, 1962), beeldend kunstenaar
- Jean-Marie van Staveren (Rotterdam, 1946), kunstschilder en beeldhouwer
- Theo Steeman (1958), striptekenaar
- Gé-Karel van der Sterren (Stadskanaal, 1969), kunstschilder
- Berend Strik (Nijmegen, 1960), multimediakunstenaar
- Frits Stoop (Dordrecht, 1949), beeldhouwer
- Pieter Stoop (Breda, 1946), kunstschilder en beeldhouwer
- Frans van Straaten (Den Haag, 1963), beeldhouwer
- Peter Struycken (Den Haag, 1939), beeldend kunstenaar en kleurdeskundige

## T
- Peter Terhorst (Bennebroek, 1952 - Vlissingen, 1999), beeldend kunstenaar
- Ellis Tertoolen (Gouda, 1951 - Figeac, 2011), beeldend kunstenaar
- Evert Thielen (Venlo, 1954), kunstschilder
- PINK de Thierry (Haarlem, 1943-2023), performancekunstenaar, tekenaar, collagist en acteur
- Angenelle Thijssen (Breda, 1961), kunstschilder
- Jean Thomassen (Den Haag, 1949), schilder en schrijver
- Sabina Timmermans (Den Bosch, 1984), kunstschilder
- Roberto Tjon-A-Meeuw (Paramaribo, 1969), beeldend kunstenaar
- Pieter Dirk Torensma (Leeuwarden, 1944), beeldend kunstenaar

## U
- Ulay (Solingen, 1943 - Ljubljana, 2020)

## V
- Theo van de Vathorst (Utrecht, 1934-2022) beeldhouwer
- Ine Veen (Koog aan de Zaan, 1937), ballerina, fotomodel, mannequin, zangeres, actrice en schilder
- Lies Veenhoven (Hengelo, 1919 - Tiel, 2001), kunstschilder en illustrator
- Tjeerd Veenhoven (1976), industrieel ontwerper
- Willem van Veldhuizen (Rotterdam, 1954), schilder
- Libbe Venema (Groningen, 1937 - Dalerveen, 1994), kunstschilder, graficus
- Dick Verdult (Eindhoven, 1954), multimediakunstenaar
- Othilia Verdurmen (Groningen, 1962), beeldend kunstenaar
- Kees Verkade (Haarlem, 1941-2020), beeldhouwer
- Claire Verkoyen (Willemstad, 1959), keramist
- Alex Vermeulen (Eindhoven, 1954), beeldend kunstenaar
- Tirza Verrips (Apeldoorn, 1945-2023), beeldend kunstenaar, ontwerper
- Kees Verschuren (Breda, 1941), Nederlands beeldend kunstenaar
- Jaap Versteegh (Utrecht, 1954), beeldend kunstenaar en kunsthistoricus
- Trees Verwilligen (Hulst, 1942), beeldend kunstenaar, restaurator en romanschrijver
- Hennie Vink (Leerdam, 1964), kunstschilder
- Henk Visch (Eindhoven, 1950), beeldhouwer, graficus
- Barbara Visser (Haarlem, 1966), multimediakunstenaar
- Carel Visser (Papendrecht, 1928 - Le Fousseret, 2015), beeldhouwer
- Nout Visser (Den Haag, 1944 - 2018), beeldend kunstenaar
- Kees van der Vlies (Bandung, 1940), kunstschilder
- Harald Vlugt (Bergen (NH), 1957), beeldhouwer, collagist en graficus
- Ben Vollers (Amsterdam, 1947)
- Anton Vrede (Willemstad (Curaçao), 1953), beeldend kunstenaar
- Auke de Vries (Bergum, 1937), beeldhouwer, tekenaar
- Herman de Vries (Alkmaar, 1931), beeldend kunstenaar
- Leo Vroegindeweij (Dirksland, 1955), beeldhouwer
- Cornelia Vrolijk (Zeist, 1944 - Amsterdam, 2015), kunstschilder, graficus, kunstdocent
- Reinoud van Vught (Goirle, 1960), kunstschilder

## W
- Alex van Warmerdam (Haarlem, 1952), filmregisseur
- Marijke van Warmerdam (Nieuwer-Amstel, 1959), video- en installatiekunstenaar
- Brigitte Wawoe (Heidelberg, 1939 - Wassenaar, 2025), beeldend kunstenaar
- Rolf Weijburg (Eindhoven, 1952), graficus en illustrator
- Peter Welleman (Amsterdam, 1969), illustrator
- Paul Werner (Arnhem, 1930 - Amsterdam, 2018), kunstschilder en graficus
- Riek Wesseling (Banyubiru (Indonesië), 1914 - Laren, 1995), tekenaar
- Jeroen van Westen (Beverwijk, 1955), landschapskunstenaar
- Co Westerik (Den Haag, 1924 - Rotterdam, 2018), kunstschilder, tekenaar, docent
- Kees van de Wetering (Rotterdam, 1949), kunstschilder
- Ysbrant van Wijngaarden (Den Haag, 1937-2021), schilder en graficus
- Tine Wilde (Amsterdam, 1955), conceptueel kunstenaar
- Maya Wildevuur (Deventer, 1944 - Midwolda, 2023), kunstschilder
- Wout Wilgenburg (Hoevelaken, 1944), kunstschilder en beeldhouwer
- Sylvia Willink (Amsterdam, 1944), kunstschilder en beeldhouwer
- Siegfried Woldhek (Emmen, 1951), portretschilder, illustrator
- Lam de Wolf (Badhoevedorp, 1949), sieraadontwerper
- Jan Wolkers (Oegstgeest, 1925 - Westermient, 2007), beeldhouwer, kunstschilder en schrijver

## Z
- Pieter Zandvliet (Leiden, 1969), beeldend kunstenaar
- Robert Zandvliet (Terband, 1970), kunstschilder
- Jacob Zekveld (Rotterdam, 1945 - Rotterdam, 2002), schilder, tekenaar, graficus en collagist
- Cornelis Zitman (Leiden, 1926 - Caracas, 2016), beeldend kunstenaar
- Wim Zurné (Bemmel, 1953), beeldend kunstenaar, graficus
- Erik Zwezerijnen (Jutphaas (Utrecht), 1958), beeldend kunstenaar